# 黃俊達
黃俊達（英語：Wong Chun-tat），香港泛民主派成員，前香港葵青區翠怡選區議員，於2019年香港區議會選舉以獨立民主派的身份擊敗已退出新民黨的原議員張慧晶當選。
2021年7月9日，有消息指政府要求區議員宣誓，並可能會追討薪金，黃俊達辭去區議員一職。